# Landolfo I (arcivescovo di Milano)
Landolfo I (... – Milano, 2 novembre 899) è stato un arcivescovo italiano, arcivescovo di Milano dall'896 all'899.

## Biografia
Secondo una tradizione durata almeno fino al XIX secolo, veniva presentato come membro della famiglia aristocratica milanese dei Grassi di Milano, che già aveva annoverato tra le proprie file un arcivescovo, Tomaso.
Ancora diacono, venne ricordato per aver avuto un ruolo predominante nella politica del suo tempo ed in particolare negli accordi intercorsi tra Berengario I e Lamberto, entrambi pretendenti alla corona del Regno d'Italia.
Eletto arcivescovo di Milano alla morte del proprio predecessore Anselmo II Capra, Landolfo I morì a Milano il 2 novembre 899.